# USS Porpoise (SS-7)
Pour les autres navires du même nom, voir USS Porpoise.
L’USS Porpoise (SS-7) est un sous-marin de classe Plunger de l'United States Navy construit à partir de 1900 par Crescent Shipyard (en) à Elizabeth dans le New Jersey ; il est mis en service en 1903.